# سيرغي ليسينكو
سيرغي ليسينكو (بالروسية: Лысенко, Сергей Михайлович)‏ (24 أغسطس 1972 - ) هو لاعب كرة قدم روسي (وحمل سابقاً جنسية الاتحاد السوفيتي) في مركزي الوسط والدفاع. لعب مع سبارتاك فلاديكافكاز ونادي كوبان كراسنودار وFC Vityaz Podolsk ‏ وFC Biolog-Novokubansk ‏ وFC Nemkom Krasnodar ‏ وFC Slavyansk Slavyansk-na-Kubani ‏ وFC Khimik Belorechensk ‏ وسبارتاك سيماي ‏.

## وصلات خارجية
- سيرغي ليسينكو على موقع قاعدة بيانات كرة القدم.إي يو (الإنجليزية)